# Roller Girls Beirut
Roller Girls Beirut er en dansk dokumentarfilm fra 2021 instrueret af René Odgaard.

## Handling
Det er svært at være sur eller ked af det med hjul under fødderne. Og det har Elisabeth når hun dyrker den aggressiv kontaktsport Roller Derby. Samtidig er det et sted hvor Elisabeth har fundet et sted, som hun har manglet i sit, nemlig at være den drengepige hun altid har været. Et sted hvor man kan være voldsom, svedig og falde og slå sig og finde ud af at man kan mere end man tror. Elisabeth har besluttet sig for at give dette videre til andre kvinder og tager derfor til Beirut for at starte et Roller Derby hold. Det er dog med mange udfordringer, da det I Beirut ikke er normalt at kvinder dyrker sport og slet ikke en sport hvor man skal være fysisk voldsom på rulleskøjter.